# Brachysomophis longipinnis
Brachysomophis longipinnis is een  straalvinnige vissensoort uit de familie van slangalen (Ophichthidae). De wetenschappelijke naam van de soort is voor het eerst geldig gepubliceerd in 2001 door McCosker & Randall.
De soort staat op de Rode Lijst van de IUCN als Onzeker, beoordelingsjaar 2009.